# Die blaue Mazur
Die blaue Mazur ist eine Operette in zwei Akten und einem Zwischenspiel von Franz Lehár. Das Libretto stammt von Leo Stein und Bela Jenbach. Das Werk erlebte seine Uraufführung am 28. Mai 1920 im Theater an der Wien in Wien.

## Handlung
Die Operette handelt von der unglücklichen Hochzeit der Wiener Gräfin Blanka von Lossin mit dem polnischen Grafen Olinski. Sie verlässt ihn, weil er untreu ist, und sucht zunächst woanders ihr Glück. Am Ende wird beiden Ehepartnern klar, dass sie doch zusammengehören, und die Geschichte hat ihr Happy End.

## Rezeption
Die Operette Die blaue Mazur wurde von Franz Lehár unter Verwendung polnischer Stilelemente komponiert. Der Titel leitet sich vom Tanz Mazurka ab. Trotz einer gelungenen Musikmischung hat es das Werk nicht geschafft, sich dauerhaft in den Spielplänen der Theater zu halten. Die Operette wird als Gesamtwerk nur noch selten aufgeführt. Einzelne Musikstücke werden bei Konzerten gelegentlich gespielt. Am bekanntesten wurde das Lied Tanzt der Pole die Mazur.

## Musiknummern
Eine CD-Einspielung der Singakademie Frankfurt (Oder) und des Brandenburgischen Staatsorchesters Frankfurt unter der Leitung von Frank Beermann wurde 2008 beim Label cpo veröffentlicht. Mitwirkende sind u. a. Johanna Stojkovich, Julia Bauer, Johan Weigel, Jan Kobow, Hans Christoph Begemann, Michael Hoffmann, Andreas David und Rudolf Tiersch. Folgende Nummern, die auch Lehárs Partitur entsprechen, sind auf dieser CD zu hören:
Nr. 1: Introduktion und Brautzug – Lasst uns Blumen streu‘n
Nr. 2: Duett: Dieses kleine Medaillon
Nr. 3: Marschduett: Ich bin zum letztenmal verliebt
Nr. 4: Lied: Warum soll ich denn schlafen geh’n
Nr. 5: Walzerlied: Ich darf nur eine lieben
Nr. 6: Finale I: Walzer: Was sich ein Mädchen erträumt – Du meiner Seele holder Abgott du (auf polnisch)
Nr. 6a: Entr'akt
Nr. 7: Gavotte-Terzett: Verrauscht sind längst der Jugend Zeiten
Nr. 8: Madrigal (Quintett): Ein Weib ist im Haus
Nr. 9: Finale II: Walzer: Lockend erwartet mich das Leben – Du meiner Seele holder Abgott, du (auf polnisch)
Nr. 10: Walzer-Szene
Nr. 11: Duett: So bin ich also frei – Wir wollen es den Menschen verschweigen
Nr. 12: Tanzlied: Wenn ich die Bühne betrete – Klinge, du süße Musik
Nr. 13: Mazurka: Tanzt der Pole die Mazur
Nr. 14: Duett: Mäderl, mein süßes Greterl
Nr. 15: Finale III: Meine Landsleute und Freunde – Der junge Graf war ein leichtlebiger Gesell – Wer die Liebe kennt – Nur mit einer tanzt der Pole die blaue Mazur